# Matt Parkman
Matt Parkman is een personage uit de Amerikaanse televisieserie Heroes, gespeeld door Greg Grunberg.

## Personageoverzicht
Matt Parkman is een politieagent in Los Angeles. Hij heeft verschillende pogingen ondernomen om rechercheur te worden, maar helaas is geen enkele poging gelukt door zijn dyslexie. Parkman is een gedachtenlezer waardoor hij in staat is de gedachten van mensen rond hem te lezen. Hij wordt het eerst bewust van zijn krachten tijdens een ontmoeting met Molly Walker. Hij is getrouwd met Janice Parkman en verwacht zijn eerste kind.

## Eerste seizoen
Matt Parkman ontdekt zijn bijzondere gave wanneer hij betrokken is in een moordonderzoek in L.A. Hij hoort een jong meisje vragen om haar niet pijn te doen en gaat op het geluid af. Dit meisje blijkt de jonge Molly Walker te zijn, die gelukkig ontsnapt is aan de seriemoordenaar Sylar.
Wanneer Matt in een bar iets gaat drinken, lukt het hem plots niet om zijn gave te gebruiken. Plots ziet hij 'de Haïtiaan' zitten en het volgende moment wordt hij vastgebonden wakker. Mr. Bennet staat boven hem gebogen en vraagt aan de Haïtiaan om diep te gaan (en zo alles te wissen).
Matt Parkman blijkt een belangrijk figuur te zijn in het verdergaan van het verhaal, omdat hij leugen en waarheid kan onderscheiden, weet hij onmiddellijk of iemands bedoelingen in twijfel moeten getrokken worden.
Mr. Noah Bennet gaat samen met Matt en Ted Sprague op pad om het 'Tracking System' uit te schakelen, maar het blijkt dat dit het jonge meisje Molly is, beloofd Matt dat haar niets zal overkomen, tot grote teleurstelling van Mr. Bennet.
Wanneer Peter Petrelli met Sylar geconfronteerd wordt in 'How to stop an exploding man', doet Matt er alles aan om Peter te helpen. Maar wanneer hij 3 keer schiet, kan Sylar de kogels stoppen en zelfs afvuren naar Matt toe, waardoor Matt zwaargewond geraakt. Gelukkig is Mohinder Suresh in de buurt.

### Alternatieve toekomst
In "Five Years Gone" zien we Matt Parkman als hoofd van Homeland Security onder President Nathan Petrelli (die eigenlijk Sylar is). Matt spoort mensen met gaven op en zorgt dat zij geen gevaar meer kunnen zijn voor de maatschappij, hij krijgt hiervoor de hulp van 'de Haïtiaan' en Mohinder Suresh. Hij doet er alles aan om Hiro Nakamura gevangen te nemen, want deze betekent een groot gevaar voor de staat en wordt bestempeld als een terrorist. Maar hij vangt niet Future Hiro, wel de 'gewone' Hiro. Omdat dit onvoldoende is gaat hij ook nog Claire Bennet achterna.
Matt heeft in deze toekomst ook Hana Gitelman en Mr. Noah Bennet vermoord.

## Tweede seizoen
Gaat van start op 24 september 2007 in Amerika.